# Ormosia subducalis
Ormosia subducalis är en tvåvingeart som beskrevs av Alexander 1940. Ormosia subducalis ingår i släktet Ormosia och familjen småharkrankar. Inga underarter finns listade i Catalogue of Life.